# Коломыйская государственная гимназия
Коломыйская государственная гимназия, или Цесарско-королевская гимназия (Коломийська державна гiмназiя) — бывшее учебное заведение в г. Коломыя (ныне районный центр Ивано-Франковской области Украины). 

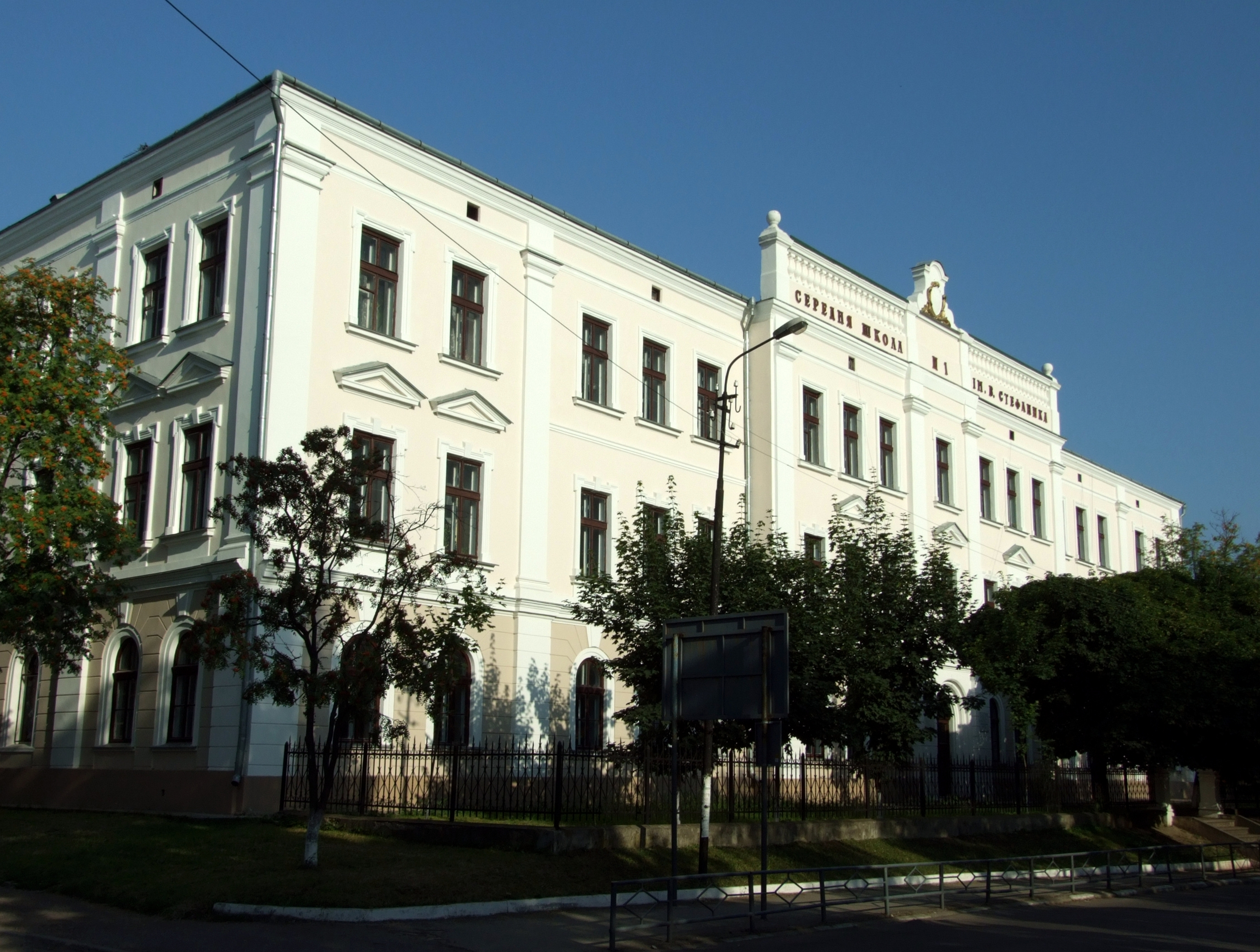
Коломыйская гимназия

## История заведения
Гимназия была открыта в 1861 году. Первым директором гимназии стал Теодор Белоус (1861—1868 гг.). Обучение велось на польском и немецком языках; на украинском же языке преподавать начали с открытием северного крыла здания в 1901 году, где обучение велось на украинском языке, однако лишь таких предметов, как религия, украинская грамматика и литература.

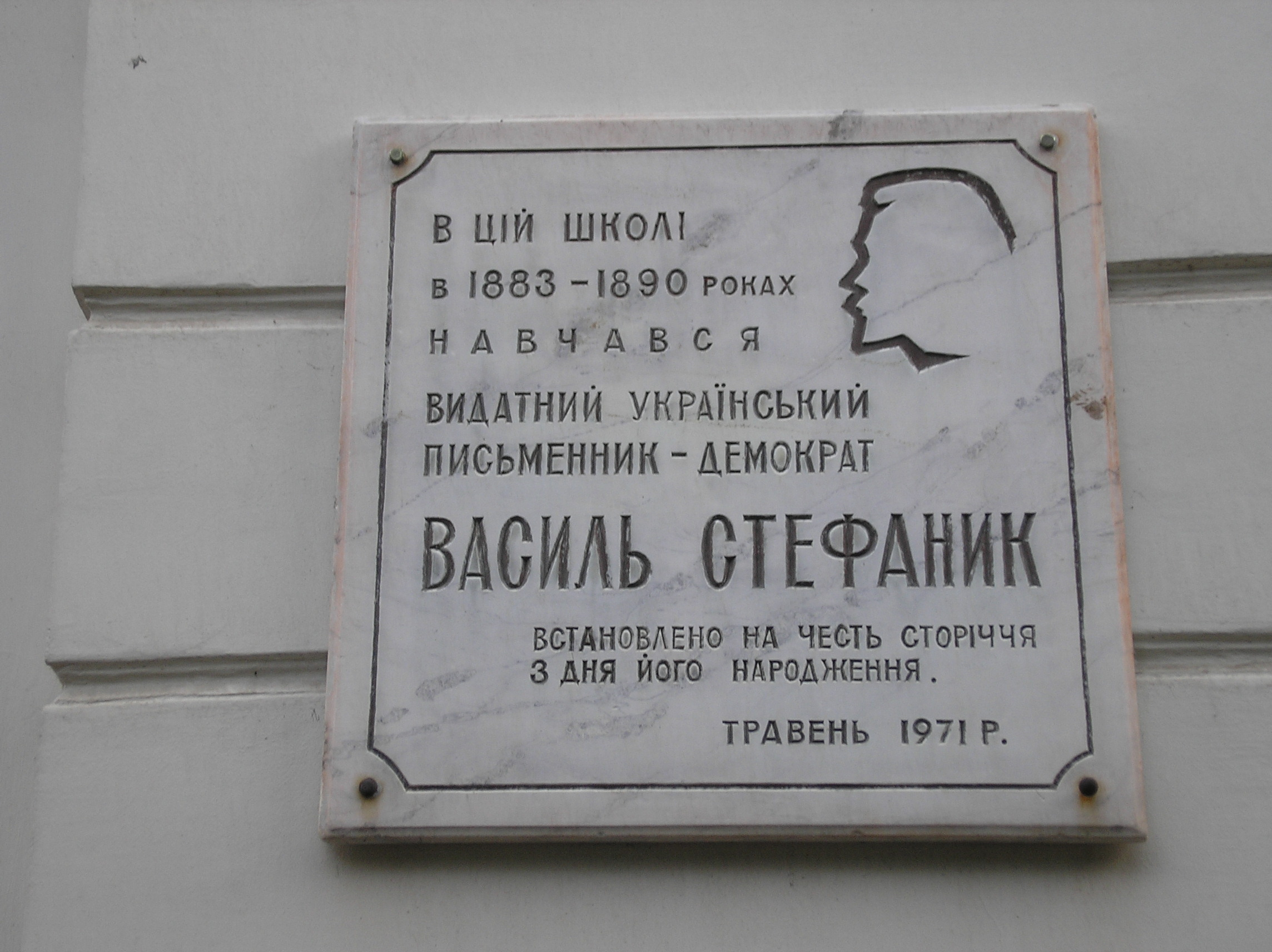
Мемориальная доска В. Стефаника на здании нынешней Коломыйской школы (1971)

Изначально снималось помещение возле церкви св. Михаила, а уже с 1871 г. гимназия переехала в новопостроенное здание (ныне на ул. Мицкевича, 3). Отмечено, что в период 1864—1865 гг. в гимназии обучалось 125 украинцев, 86 поляков, 12 армян и 12 евреев. Однако польский учащихся не устраивал действующий тогда директор Т. Белоус, из-за вскоре им всё-таки удалось сместить его с должности. Его преемник, который по национальности был поляком, добился сокращения числа учащихся и преподавателей украинской национальности. Так, в 1835 году их насчитывалось всего 35 %.
После восстановления польской власти на территории аннексированной ЗУНР гимназию назвали в честь польского короля Казимира IV Ягеллончика.
В период Первой и Второй мировых войн в здании был размещён военный госпиталь. В остальные года до 1955 г. там располагалась средняя школа № 1 с отдельными мужскими и женскими классами. С 1956 г. была основана общеобразовательная трудовая политехническая школа № 1 с производственным обучением.
11 мая 1971 г. в честь столетия знаменитого украинского писателя Василя Стефаника, обучавшегося в гимназии в период 1883—1890 гг., здание переименовано в Коломыйскую среднюю школу им. В. Стефаника, а с 4 марта 2019 г. — в Коломыйский лицей № 1 им. В. Стефаника.

## Известные выпускники
В ранний период: Василь Стефаник, Марко Черемшина, Михаил Павлик, Лесь Мартович, Владимир Кульчицкий, Ярослав Пстрак, Кирилл Трылёвский, Лев Бачинский.
В поздний период: Роман Иванычук, Василий Симчич и др.